# Броньяр, Александр Теодор
Александр-Теодор Броньяр (фр. Alexandre-Théodore Brongniart, 15 февраля 1739, Париж — 6 июня 1813, Париж — архитектор французского неоклассицизма.

## Биография
Архитектор Броньяр происходит из старинного дворянского рода в Аррасе. Многие из его предков в XVII веке служили Австрийскому императорскому дому в то время, когда город был частью его владений. Отец Броньяра, Иньяс-Теодор Броньяр (1707—1765), переехал в Париж, где зарекомендовал себя в качестве аптекаря, поставщика королевского Двора. Александр Теодор был старшим из двух сыновей. Младший, Антуан-Луи (1742—1804), стал аптекарем и химиком.
Александр Теодор изучал литературу в коллеже Бове (Collège de Beauvais), затем медицину, но вскоре обратился к архитектуре. Он поступил в Королевскую академию архитектуры в класс Ж.-Ф. Блонделя, который уважал его за общую культуру и обширные знания. Броньяр учился также у Э.-Л. Булле. В 1763 и в 1764 годах выигрывал архитектурные конкурсы, но трижды терпел поражение в конкурсе на Римскую премию, дающую право на поездку в Италию.
В 1767 году Александр Теодор женился на Луизе д’Эгремон. У них было трое детей, сын и две дочери.

## Творчество
C 1769 года Броньяр строил отели в Париже для аристократических заказчиков, в том числе по заказам герцога Орлеанского. Он устраивал сады для маршала Ф. А. де Сегура, мадам де Монтессон и других. В 1780—1782 годах возводил комплекс зданий монастыря капуцинов в квартале Chaussée d’Antin (ныне лицей Кондорсе) и церковь Сен-Луи-д’Антен в неоклассическом стиле. В 1777 году в возрасте 38 лет Броньяр был принят в Королевскую академию архитектуры. Другом Броньяра был скульптор Ж.-А. Гудон, который создал широко известные терракотовые бюсты детей Броньяра: Александра и Луизы в возрасте 7 и 5 лет (ныне хранятся в Лувре). Архитектор Броньяр сотрудничал со скульпторами Клодионом и А.-Д. Шоде. Его другом был также «живописец античных руин» Ю. Робер.
В 1782 году по рекомендации Э.-Л. Булле вместо скончавшегося в том же году архитектора Ж.-А. Габриэля (автора здания Военной школы) Броньяр был назначен «контролёром зданий» Военного училища и архитектором Дома Инвалидов на Марсовом поле. Броньяр завершал постройки Дома инвалидов, оформлял прилегающие площади и улицы.
Броньяр с энтузиазмом принял Французскую революцию, оформлял торжественные церемонии и празднества. Он создавал диорамы для Театра на Марсовом поле и превратил в «храмы Разума» (temples de la Raison) собор в Бордо и церковь Ла-Реоль. В годы консульства и империи успешно работал в качестве архитектора многих театральных зданий в Париже. Скончался 6 июня 1813 года. Похоронен на кладбище Пер-Лашез.
Главное произведение Броньяра, занявшее важное место в истории архитектуры, это проект Биржи, предложенный Наполеону Бонапарту в 1804 году. Здание, строительство которого завершилось только в 1825 году, получило название «Дворец Броньяр» (Palais Brongniart). Композиция Биржевого дворца уникальна. Она представляет собой крестообразный в плане объём, окружённый не четырьмя портиками, что было бы логичным, а сплошной колоннадой коринфского ордера, которая отступает от стен здания, несущих перекрытие. Такой приём не использовали ни греки, ни римляне. В античных периптерах кровля через антаблемент опирается непосредственно на колонны. Новаторский приём помимо Биржи Броньяра известен в истории архитектуры только дважды. Его использовал мегаломан К.-Н. Леду в одном из проектов (около 1790 года) и, позднее, Ж.-Ф. Тома де Томон в здании Биржи на стрелке Васильевского острова в Санкт-Петербурге, колоннада которого как бы «распространяется» в окружающий пейзаж (1801—1804). Вероятно, Броньяру были знакомы оба примера.